# Kanganpur
Kanganpur é uma cidade do Paquistão localizada na província de Punjab.